# Detrás de la pantalla
Detrás de la pantalla (Behind the Screen) es un cortometraje mudo rodado en 1916, con guion de Charlie Chaplin, con dirección suya y de Edward Brewer, y con actuación del mismo Chaplin, de Eric Campbell y de Edna Purviance. 

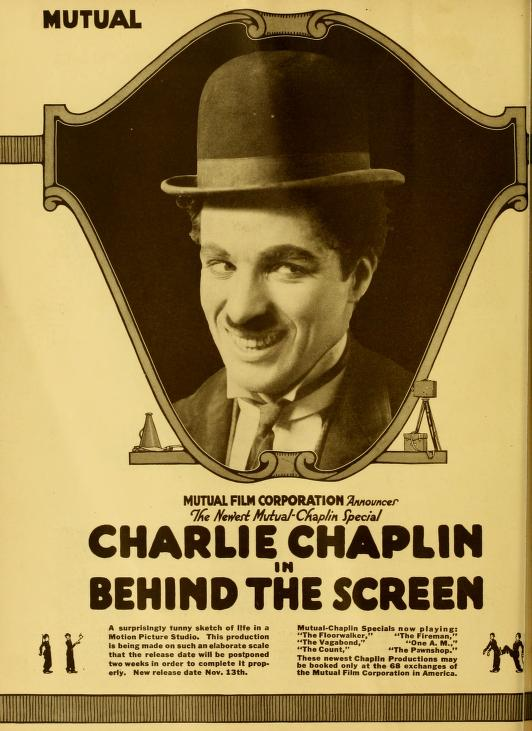
Anuncio de la película en The Moving Picture World.

La acción se desarrolla en un estudio de filmación en el que Chaplin es un utilero mientras que Campbell ("Goliath") personifica a su supervisor. La mayoría del film es una comedia slapstick junto a otros temas que se desarrollan, como la huelga de los trabajadores y acerca de cómo Purviance al no poder convertirse en actriz se viste de hombre para trabajar como utilera. 
La película es notable por contener una de los primeros recursos cómicos LGBT. Después de que Chaplin sepa que Purviance es en verdad una mujer, la besa mientras están en el set. Cuando un utilero los ve cree que Chaplin ha besado a un hombre, por lo que comienza a comportarse de una manera muy afeminada hasta que Chaplin lo patea. 
En el documental "Unknown Chaplin", se muestran escenas que no se inclueron en la edición final, tales como una escena alternativa en donde el personaje de Purviance se muestra tocando un arpa, otra en donde Edna, tocando la guitarra, comienza a reír (el documental apoya la idea de que Purviance y Chaplin mantenían una relación romántica en este tiempo), y muchas escenas en donde el personaje de Chaplin evita por poco que su pie sea rebanado por un hacha (gracias a que la escena se filma de atrás adelante). 

## Elenco
- Charles Chaplin - David (asistente de Goliath)
- Edna Purviance
- Eric Campbell - Goliath (un utilero)